# Tabu Brasil
Tabu Brasil é uma série de televisão produzida pelo canal por assinatura National Geographic Channel (natgeo), segmento televisivo da National Geographic Society. A série aborda temas que contam histórias de pessoas com culturas e hábitos considerados polêmicos, exóticos, inaceitáveis, controversos e que fogem daquilo que é considerado normal pela sociedade num todo. Tabu Brasil tem três temporadas. A primeira foi exibida em março de 2012.
Os episódios também estão disponíveis em sites especializados internet (Fox Play), assim como, na provedora de filmes e séries Netflix.
O Brasil já havia sido palco para tema da série em sua versão latino-americana. Mais tarde ganhando uma versão totalmente brasileira, com temas e produção totalmente nacional.

## Sinopse
A escolha do tema de cada episódio foi feita após análise sobre o que os brasileiros achavam sobre cada um dos assuntos e os quais mais chamavam a sua atenção. Levando em consideração, o estranhamento e a sensação de tabu que provocavam nas pessoas. Por outro lado, fazendo com que o espectador entre em contado com os mais variados tipos de conteúdo.
Os temas abordam questões que estão relacionados à profissões, rituais, fanatismo, cerimônias e iniciação, terapias médicas, culinária, crimes, sexo, mudanças de personalidade, doenças, animais de estimação, etc. No início, o narrador é responsável por fazer a introdução do assunto e situar o espectador.
A narrativa de cada episódio, com cerca de uma hora de duração, segue o modelo de depoimento e autonarrativas, em cada personagem é responsável por contar a sua versão sobre o tema que está sendo abordado. Com três ou quatro versões vindas de pessoas de regiões brasileiras diferentes, mas que têm em comum o mesmo costume; além de análises e comentários de especialistas, tais como: médicos, psicólogos e professores. Sempre com a chamada: “Não é certo. Não é errado. É Tabu Brasil”.
A série, Tabu Brasil, já foi exibida em outros países da América Latina. Assim como, exportada para os Estados Unidos, onde foi ao ar em espanhol para o canal local destinado ao público latino.

## Temporadas
- Primeira temporada

1. A infância incomum
2. Dietas exóticas
3. Segredos da Ayahuasca

- Segunda temporada

1. Mudança de sexo
2. Cadáveres
3. Tratamentos polêmicos
4. Cirurgias plásticas
5. Fanatismo
6. Prostituição
7. Nudez
8. Compulsão

- Terceira temporada

1. Amor livre
2. Quero ser mãe
3. Meu pet meu filho
4. Dom ou maldição?
5. Soropositivo
6. Prisioneiros do próprio corpo
7. Confinadas e sozinhas

## Ligação externa
- Fox Play Brasil
- Representação e identidade cultural em 'Tabu Brasil' e a linguagem dos documentários da National Geographic para a TV na Biblioteca Digital USP